# Guillaume Tremblay
Pour les articles homonymes, voir Tremblay.
Guillaume Tremblay, né le 14 avril 1984 à Mascouche, est un homme politique canadien.
Lors de l'élection générale provinciale du 8 décembre 2008, il est élu député provincial de la circonscription de Masson sous la bannière du Parti québécois. Il ne se représente pas en 2012. Le 3 novembre 2013, il a été élu maire de la municipalité de Mascouche.

## Biographie
Guillaume Tremblay est né à Mascouche en 1984. De 1997 à 2002, il fait ses études à l’École Le Prélude. Ensuite, il poursuit ses études postsecondaires au Cégep régional de Lanaudière à Terrebonne en administration, profil finances. 
En 2005, il devient conseiller municipal indépendant pour la ville de Mascouche. 
Le 17 février 2008 il remporte l'investiture du Parti québécois dans la circonscription de Masson, aux dépens du candidat péquiste Luc Thériault. Il laisse ainsi son poste de conseiller municipal vacant. Il est élu lors de l'élection générale québécoise de 2008 comme député. Il remplace la députée adéquiste sortante, Ginette Grandmont.